# Déploiement continu
Le déploiement continu (en anglais : continuous deployment, CD) est une approche d'ingénierie logicielle dans laquelle les fonctionnalités logicielles sont livrées fréquemment par le biais de déploiements automatisés,,. Le déploiement continu diffère de la livraison continue, une approche similaire dans laquelle des fonctionnalités logicielles sont également livrées fréquemment et considérées comme pouvant potentiellement être déployées, mais qui ne le sont pas pour autant (le déploiement restant dans ce cas un processus manuel).